# The Return (2024)
The Return ist ein Historienfilm von Uberto Pasolini. Der Film erzählt die Rückkehr des Odysseus nach Ithaka nach dem Ende des Trojanischen Kriegs. In den Hauptrollen sind Ralph Fiennes als Odysseus, Juliette Binoche als seine Frau Penelope und Charlie Plummer als ihr Sohn Telemachos zu sehen. Der Film feierte im September 2024 beim Toronto International Film Festival seine Premiere und kam Anfang Dezember 2024 in die US-Kinos.

## Handlung
Nachdem er zwanzig Jahre lang im Trojanischen Krieg gekämpft hat, kehrt Odysseus auf die Insel Ithaka zurück. Er ist von seinen Erlebnissen gezeichnet und kaum als der mächtige König wiederzuerkennen, der er einst war. Seine Frau Penelope wird in ihrem eigenen Haus gefangengehalten und gedrängt, einen neuen Ehemann zu erwählen, der den Thron besteigen soll.

## Produktion

### Vorlage, Filmstab und Besetzung
Bei The Return handelt es sich um eine Nacherzählung der Kapitel (Gesänge) 17 bis 24 der Odyssee von Homer.
Regie führte der Italiener Uberto Pasolini, der gemeinsam mit Edward Bond und John Collee auch Homers Epos für den Film adaptierte. Bei The Return handelt es sich nach Spiel der Träume, Mr. May und das Flüstern der Ewigkeit und Nowhere Special um Pasolinis vierten Spielfilm. Überwiegend war er in der Vergangenheit als Filmproduzent tätig, so für den Film Ganz oder gar nicht von Peter Cattaneo, der im Oktober 1997 in die deutschen Kinos kam.
Der Brite Ralph Fiennes und die Französin Juliette Binoche spielen Odysseus und seine Frau Penelope. Ihr erster gemeinsamer Auftritt in einem Film war 1992 in Stürmische Leidenschaft. Fiennes war bereits in Pasolinis Spielfilmdebüt A Dangerous Man: Lawrence After Arabia in der Hauptrolle zu sehen. Gemeinsam spielten Fiennes und Binoche bereits in Der englische Patient von Anthony Minghella. In Vorbereitung auf seine Rolle in The Return unterzog sich Fiennes einer strengen Diät und machte Lauf- und Krafttraining, um seinen Körper schlank und muskulös zu formen. Der US-Amerikaner Charlie Plummer spielt Telemachos, den Sohn von Odysseus und Penelope. Der tunesisch-niederländische Schauspieler Marwan Kenzari ist in der Rolle von Antinoos zu sehen, dem unverschämtesten Freier Penelopes. Moe Bar-El spielt Elatus, den Wagenlenker des Amphiaraos. In weiteren Rollen sind der Italiener Claudio Santamaria und die Briten Tom Rhys Harries und Amir Wilson zu sehen.

### Dreharbeiten und Filmmusik
Die Dreharbeiten fanden von Frühjahr in den Sommer 2023 hinein größtenteils auf der griechischen Insel Korfu und auf der Peloponnes statt. Weitere Aufnahmen entstanden in Italien. Der rumänische Kameramann Marius Panduru war zuvor für die meisten Filme von Radu Jude und zuletzt für das Filmdrama Poppy Field von Eugen Jebeleanu und auch Pasolinis Filmdrama Nowhere Special tätig.
Die Filmmusik komponierte die britische Oscar-Preisträgerin Rachel Portman, die Ehefrau des Regisseurs. Mit ihr arbeitete Pasolini bereits für seine Filme Bel Ami und Mr. May und das Flüstern der Ewigkeit zusammen. Das Soundtrack-Album mit insgesamt 18 Musikstücken soll am 6. Dezember 2024 von Sony Classical als Download veröffentlicht werden.

### Marketing und Veröffentlichung
Die Premiere von The Return fand am 8. September 2024 beim Toronto International Film Festival statt. Im Nachgang sicherte sich Bleeker Street die Vertriebsrechte für die USA. Am 14. Oktober 2024 wurde der Film beim Chicago International Film Festival gezeigt, am 19. Oktober 2024 beim Rome Film Festival und im November 2024 folgte eine Aufführung beim Internationalen Filmfestival Mannheim-Heidelberg. Der erste Trailer wurde ebenfalls im November 2024 vorgestellt. Der Kinostart in den USA war am 6. Dezember 2024. Im Januar 2025 erschien bei Amazon eine DVD in englischer Sprache. Ende Juni 2025 wurde The Return beim Mediterrane Film Festival gezeigt. Im September 2025 wird der Film bei der Filmkunstmesse Leipzig vorgestellt.

## Rezeption

### Kritiken
Von den bei Rotten Tomatoes aufgeführten Kritiken sind 78 Prozent positiv. Bei Metacritic erhielt der Film einen Metascore von 67 von 100 möglichen Punkten.
Kevin L. Lee erklärt in seiner Kritik für awardswatch.com, in ihrem Drehbuch hätten sich John Collee, Edward Bond und Regisseur Uberto Pasolini einige kreative Freiheiten genommen, indem sie von der im Originaltext erzählten Geschichte abweichen. Eine der größten Änderungen betrifft Odysseus‘ Sohn Telemachus und die Begegnung der beiden. Im gleichen Geist, in dem Joel Coen The Tragedy of Macbeth minimalistisch gestaltete, reduziere Pasolini in The Return die Geschichte von Odysseus und Penelope auf das Wesentliche. Ralph Fiennes und Juliette Binoche lieferten im Film wunderbar zurückhaltende Darstellungen ab, fast so, als ob jeder von ihnen seinen eigenen inneren Monolog führt, so Lee.
Vittoria Scarpa schreibt in ihrer Kritik im Online-Filmmagazin Cineuropa, man müsse sagen, dass Binoche hier in Höchstform ist und Penelopes Leiden auf tiefgründige, beinahe greifbare Weise verkörpert, das Leiden einer verlassenen und einsamen Frau, die in einem Schloss gefangen ist, einer Königin, die dem Druck und den Begierden der Thronprätendenten widersteht, stolz und streng, aber immer sinnlich. Fiennes sei in seiner Rolle als schmutziger und ausgemergelter Odysseus außerordentlich intensiv, ein von den Schrecken des Krieges gezeichneter und unter Schock stehender Mann und ein beschämter Vater, der von seinem Sohn Telemachus verstoßen wird. Pasolinis Film sei eine innere Odyssee, die die Bedeutung des Krieges hinterfragt, den von morgen wie auch den von heute.

### Auszeichnungen
Mediterrane Film Festival 2025
- Nominierung im Wettbewerb